# Томас Брассі
Томас Брассі (7 листопада 1805 — 8 грудня 1870) — англійський інженер-будівельник, підрядник та виробник будівельних матеріалів, який відповідав за будівництво значної частини світових залізниць у XIX столітті.
До 1847 року він збудував близько третини залізниць у Британії, а до моменту своєї смерті в 1870 році він збудував одну з кожних двадцяти миль залізниць у світі. Сюди входили три чверті ліній у Франції, великі лінії в багатьох інших європейських країнах, а також у Канаді, Австралії, Південній Америці та Індії. Він також будував споруди, пов'язані з цими залізницями, включаючи доки, мости, віадуки, станції, тунелі та дренажні роботи.
Окрім залізничного будівництва, Брассі активно займався розвитком пароплавів, шахт, локомотивобудівних заводів, морської телеграфії, а також систем водопостачання та каналізації. Він збудував частину лондонської каналізаційної системи, яка працює й донині, і був основним акціонером «Great Eastern» Брунеля, єдиного корабля, достатньо великого на той час, щоб прокласти перший трансатлантичний телеграфний кабель через Північну Атлантику в 1864 році. Він залишив статок понад 5 мільйонів фунтів стерлінгів, що еквівалентно приблизно 600 мільйонам фунтів стерлінгів у 2020 році.

## Передумови
Томас Брассі був старшим сином Джона Брассі, заможного фермера, та його дружини Елізабет, і членом родини Брассі, яка проживала на фермі Манор у Бертоні, невеликому поселенні в парафії Олдфорд, за 10 км на південь від Честера, щонайменше з 1663 року.

## Ранні роки

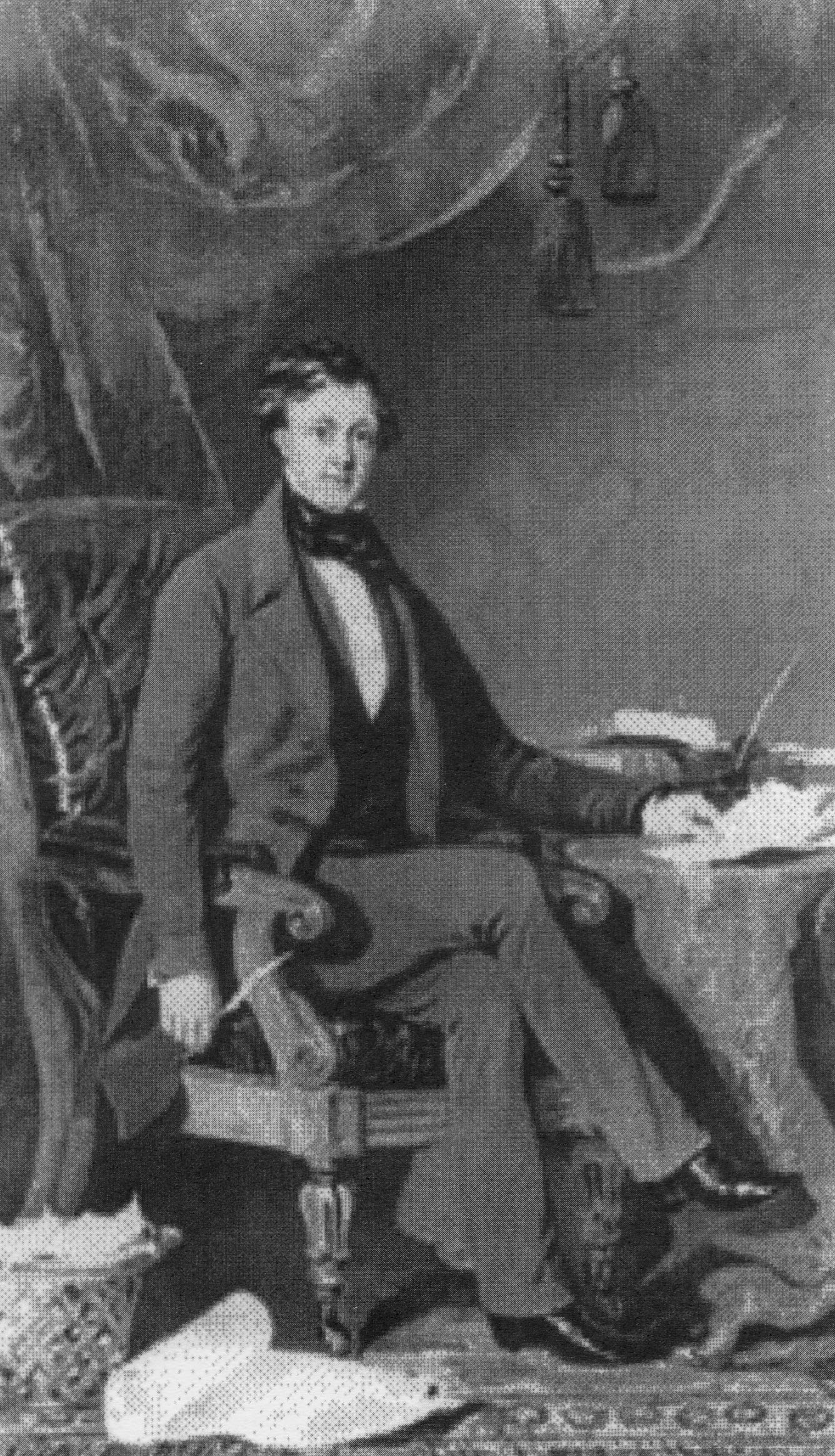
Томас Брассі у 1830 році

Томас Брассі здобув освіту вдома до 12 років, коли його відправили до Королівської школи в Честері. У 16 років він став офіційним учнем землевпорядника та агента Вільяма Лоутона. Лоутон був агентом Френсіса Річарда Прайса з Овертона, Флінтшир. Під час навчання Брассі допомагав у дослідженні нової дороги Шрусбері — Голігед (зараз це дорога A5), допомагаючи геодезисту дороги. Під час цієї роботи він зустрів інженера дороги, Томаса Телфорда. Коли його навчання закінчилося у віці 21 року, Брассі став партнером Лоутона, утворивши фірму «Лоутон і Брассі». Брассі переїхав до Беркенгеда, де знаходився їхній бізнес. Беркенгед на той час був дуже маленьким містом, у 1818 році він складався лише з чотирьох будинків. Бізнес процвітав і зростав, розширюючись на сфери, що виходять за межі землевпорядкування. На території Біркенхеда було побудовано цегельний завод і вапняні печі. Підприємство володіло або керувало піщаними та кам'яними кар'єрами у Вірралі. Серед інших підприємств, фірма постачала цеглу для будівництва митниці для порту, який розвивався в місті. Багато цегли, необхідної для зростаючого міста Ліверпуль, було поставлено цегельним заводом, і Брассі розробив нові методи транспортування своїх матеріалів, включаючи систему, подібну до сучасного методу палетування, та використання гравітаційного поїзда для доставки матеріалів з кар'єру до порту. Коли Лоутон помер, Брассі став одноосібним керівником компанії та єдиним агентом і представником Френсіса Прайса. Саме в ці роки він набув базового досвіду для своєї майбутньої кар'єри.

## Перші контракти у Британії
Першим досвідом Брассі в галузі цивільного будівництва було будівництво 6 км Нової Честерської дороги в Бромборо та будівництво мосту в Соголл Массі на Вірралі. У цей час він зустрівся з Джорджем Стефенсоном, якому потрібен був камінь для будівництва віадука Санкі на залізниці Ліверпуль — Манчестер. Стівенсон і Брассі відвідали каменоломню в Сторетоні, селі поблизу Біркенхеда, після чого Стівенсон порадив Брассі зайнятися будівництвом залізниць. Першим кроком Брассі в залізничному бізнесі було подання заявки на будівництво віадука Даттон на «Великій сполучній залізниці», але він програв контракт Вільяму Маккензі, який подав нижчу ціну. У 1835 році Брассі подав заявку на будівництво віадука Пенкрідж, далі на південь по тій же залізниці, між Стаффордом і Вулвергемптоном, разом із 16 км колії. Заявку було прийнято, роботу успішно завершено, і віадук було відкрито в 1837 році. Спочатку інженером лінії був Джордж Стівенсон, але його замінив Джозеф Лок, учень і помічник Стівенсона. У цей час Брассі переїхав до Стаффорда. Пенкрідж Віадук досі стоїть і перевозить поїзди на Західній головній лінії.
Після завершення будівництва Великої сполучної залізниці, Лок перейшов до проектування частини залізниці Лондон — Саутгемптон і заохотив Брассі подати заявку, яку було прийнято. Брассі виконував роботи на ділянці залізниці між Бейсінгстоком і Вінчестером та на інших частинах лінії. Наступного року Брассі виграв контракти на будівництво залізниці Честер — Крю з Робертом Стефенсоном як інженером, а з Локом як інженером — залізниці Глазго — Пейслі — Грінок та залізниці Шеффілд — Манчестер.

## Перші контракти у Франції

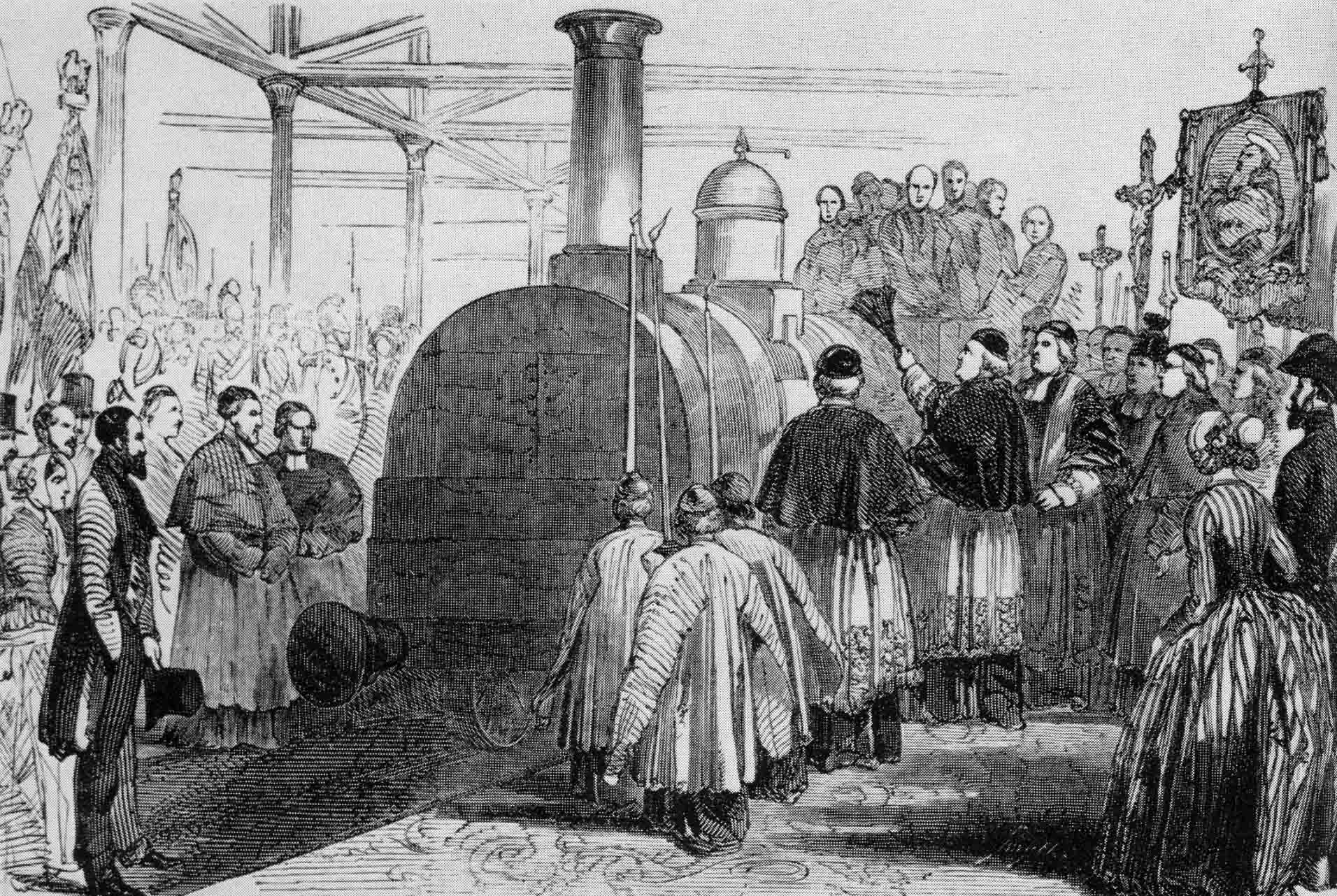
Церемонія відкриття залізниці Руан-Гавр у 1844 році

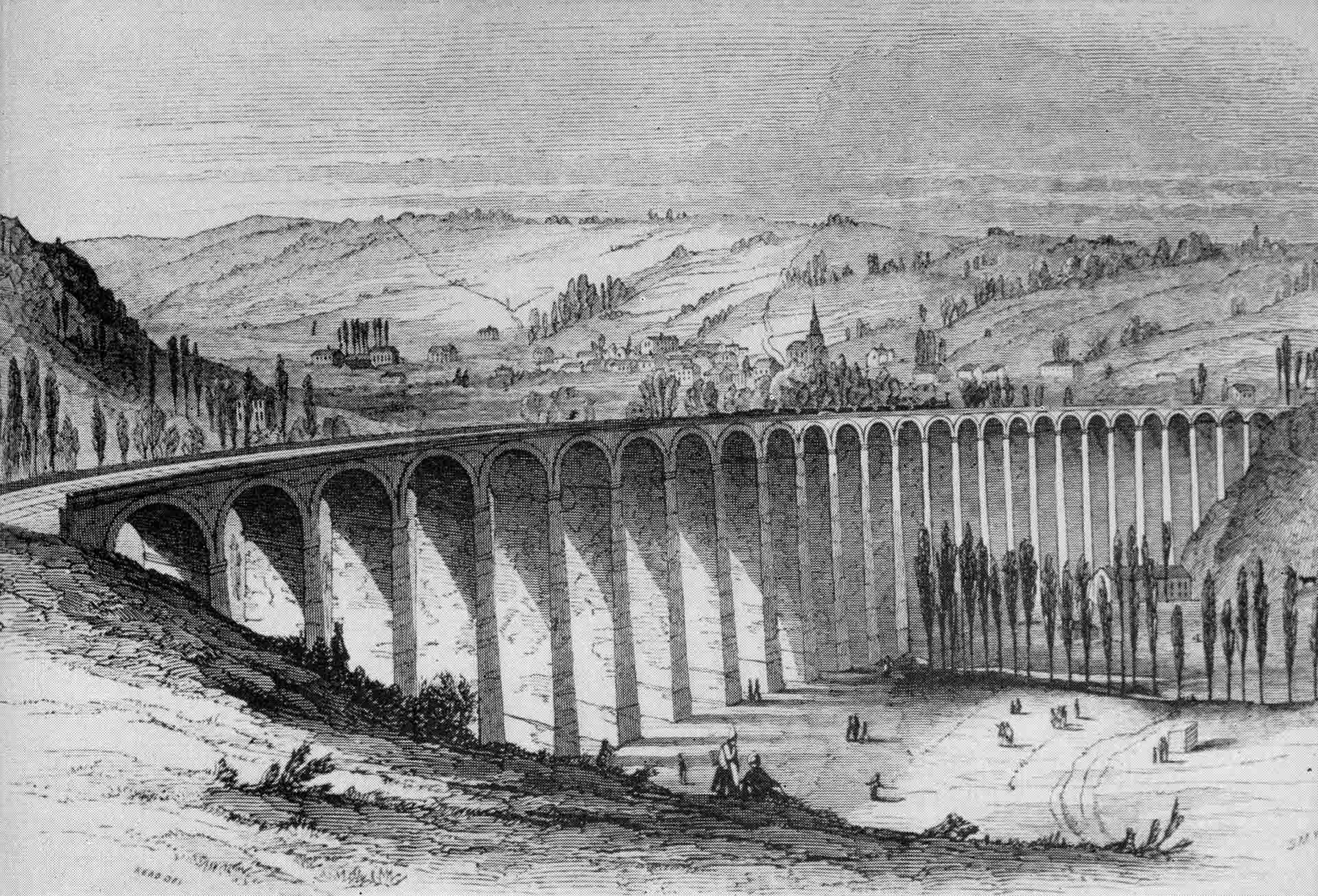
Барантенський віадук після відбудови

Після успіху перших залізниць у Британії, французів заохотили розвивати залізничну мережу, насамперед для з'єднання із залізничною системою Британії. З цією метою було створено Паризьку та Руанську залізничну компанію, а Лок був призначений її інженером. Він вважав, що заявки, подані французькими підрядниками, були зависокими, і запропонував запросити до участі в тендері британських підрядників. У результаті лише два британські підрядники серйозно поставилися до цієї пропозиції — Брассі та Вільям Маккензі. Замість того, щоб намагатися перевершити один одного, вони подали спільну заявку, і їхню заявку було прийнято в 1841 році. Це стало зразком для Брассі, який відтоді працював у партнерстві з іншими підрядниками в більшості своїх підприємств. Між 1841 і 1844 роками Брассі та Маккензі виграли контракти на будівництво чотирьох французьких залізниць загальною протяжністю 437 миль (703 км), найдовшою з яких була 294-мильна (473 км) залізниця Орлеан — Бордо. Після Французької революції 1848 року у країні сталася фінансова криза, і інвестиції в залізниці майже припинилися. Це означало, що Брассі мав шукати іноземні контракти в інших місцях.

### Обвал Барентінського віадука
У січні 1846 року, під час будівництва 93-ох кілометрової лінії Руан — Гавр, сталася одна з небагатьох великих структурних катастроф у кар'єрі Брассі — обвал Барантенського віадука. Віадук був побудований з цегли вартістю близько 50 000 фунтів стерлінгів і мав висоту 100 футів (30 м). Причина обвалу так і не була встановлена, але можливою причиною була природа вапна, використаного для виготовлення розчину. Контракт передбачав, що його потрібно було отримати на місці, і обвал стався після кількох днів сильного дощу. Брассі відбудував віадук власним коштом, цього разу використавши вапно на свій вибір. Відбудований віадук досі стоїть і використовується.

## «Залізнична манія»
У той час, коли Брассі будував перші французькі залізниці, Британія переживала те, що було відомо як «залізнична манія», коли відбувалися масштабні інвестиції в залізниці. Будувалася велика кількість ліній, але не всі вони були побудовані за високими стандартами Брассі. Брассі брав участь у цьому розширенні, але ретельно обирав свої контракти та інвесторів, щоб зберегти свої стандарти. Протягом одного 1845 року він погодився не менше ніж на дев'ять контрактів в Англії, Шотландії та Уельсі, загальною протяжністю понад 547 км. У 1844 році Брассі та Лок розпочали будівництво залізниці Ланкастер — Карлайл протяжністю 113 км, яка вважалася однією з їхніх найбільших ліній. Вона проходила через долину Луни, а потім через Шеп Фелл. Її вершина була на висоті 279 м, і лінія мала круті ухили, максимальний з яких становив 1 до 75. На півдні лінія з'єднувалася через лінію Престон — Ланкастер із Великою сполучною залізницею. Два важливі контракти, укладені в 1845 році, включали залізницю долина Трент протяжністю 80 км та лінію Честер — Голіхед протяжністю 135 км. Перша лінія з'єднувала залізницю Лондон — Бірмінгем у Регбі з Великою сполучною залізницею на південь від Стаффорда, забезпечуючи лінію з Лондона до Шотландії, яка обходила Бірмінгем. Остання лінія забезпечувала сполучення між Лондоном і поромами, що відправлялися з Голіхеда до Ірландії, і включала трубчастий міст Британія Роберта Стівенсона через протоку Менай. Також у 1845 році Брассі отримав контракти на Каледонську залізницю, яка з'єднувала залізницю в Карлайлі з Глазго та Единбургом, охоплюючи загальну відстань 201 км і проходячи через Бітток Самміт. Його інженером на цьому проекті був Джордж Хілд. Того ж року він також розпочав контракти на інші залізниці в Шотландії, а в 1846 році він почав будувати частини залізниці Ланкашир — Йоркшир між Галлом і Ліверпулем, через Пеннінські гори.
Контракт на Велику Північну залізницю було укладено в 1847 році, головним інженером був Вільям Каббіт, хоча значну частину роботи виконував син Вільяма Джозеф, який був інженером-резидентом. Брассі був єдиним підрядником лінії протяжністю 122 км. Особлива проблема виникла в болотистій місцевості Фенів у забезпеченні твердого фундаменту для залізниці та пов'язаних споруд. Брассі отримав допомогу у вирішенні проблеми від одного зі своїх агентів, Стівена Балларда. Плоти або платформи були зроблені з шарів хмизу та торф'яних дернин. Коли вони опускалися, вони розсіювали воду, і таким чином створювався твердий фундамент. Ця лінія досі використовується і є частиною Східної головної лінії. Також у 1847 році Брассі почав будувати залізницю Північний Стаффордшир. До цього часу «залізнична манія» добігала кінця, і контракти у Британії ставало все важче знайти. До кінця «залізничної манії» Брассі збудував третину всіх залізниць у Британії.

## Розширення в Європі
Після закінчення «залізничної манії» та зменшення кількості контрактів у Франції, Брассі міг би піти на пенсію багатою людиною. Замість цього він вирішив розширити свої інтереси, спочатку в інших європейських країнах. Його першим підприємством в Іспанії була залізниця Барселона — Матаро протяжністю 29 км у 1848 році. У 1850 році він уклав свій перший контракт в Італійських державах, на будівництво короткої залізниці протяжністю 16 км — залізниці Прато — Пістоя. Це мало призвести до більших контрактів в Італії, наступним з яких була лінія Турин — Новара протяжністю 97 км у 1853 році, за якою йшла Центральна італійська залізниця протяжністю 84 км. У Норвегії, разом із Сером Мортоном Пето та Едвардом Беттсом, Брассі побудував залізницю Осло — Берген протяжністю 90 км, яка проходить через небезпечну місцевість і піднімається на висоту майже 1829 м. У 1852 році він відновив роботу у Франції з будівництва залізниці Мантес — Кан протяжністю 214 км, а в 1854 році — залізниці Кан — Шербур протяжністю 151 км. Голландці відносно повільно починали будувати залізниці, але в 1852 році, з Локом як інженером, Брассі побудував Голландську рейнську залізницю протяжністю 69 км. Тим часом він продовжував будувати лінії в Англії, включаючи залізницю Шрусбері — Герфорд протяжністю 82 км, залізницю Герфорд — Росс — Глостер протяжністю 80 км, залізницю Лондон — Тілбері — Саутенд протяжністю 80 км та залізницю Північний Девон від Кредітона до Барнстапла протяжністю 76 км.

## Велика магістральна залізниця Канади

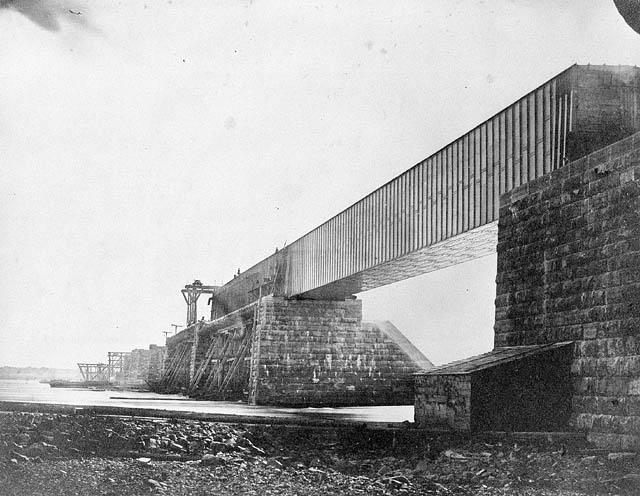
Будується міст Вікторії

У 1852 році Брассі уклав найбільший контракт у своїй кар'єрі — на будівництво Великої магістральної залізниці Канади. Ця лінія проходила від Квебека, вздовж долини річки Святого Лаврентія, а потім на північ від озера Онтаріо до Торонто. Довжина лінії становила 867 км. Інженером-консультантом проекту був Роберт Стівенсон, а інженером компанії на всьому підприємстві був Александр Росс. Брассі працював у партнерстві з Пето, Беттсом та сером Вільямом Джексоном. Лінія перетинала річку в Монреалі через міст Вікторія. Це був трубчастий міст, спроектований Робертом Стівенсоном, і на той час був найдовшим мостом у світі, його довжина становила близько 3 км. Міст було відкрито в 1859 році, а офіційна церемонія відкриття відбулася наступного року за участю принца Уельського. Будівництво лінії викликало значні проблеми. Основною проблемою було залучення необхідних фінансів, і на одному етапі Брассі поїхав до Канади, щоб особисто звернутися за допомогою. Інші труднощі виникли через суворість канадської зими, коли водні шляхи замерзали приблизно на шість місяців щороку, та опір з боку канадських бізнесменів. Лінія стала інженерним успіхом, але фінансовим провалом, через що підрядники втратили 1 мільйон фунтів стерлінгів.

### «Канадські роботи»
Контракт на Велику магістральну залізницю включав усі матеріали, необхідні для будівництва мосту та залізниці, включно з рухомим складом. Для виготовлення металевих компонентів Брассі побудував новий завод у Біркенхеді, який він назвав «Канадські роботи». Відповідне місце було знайдене Джорджем Гаррісоном, свояком Брассі, і завод був побудований з пристанню поруч для прийому океанських кораблів. Керував роботами Джордж Гаррісон, а містер Александр та Вільям Хіп були його помічниками. Машинний цех мав довжину 274 м і включав ковальський цех із 40 печами, ковадлами та паровими молотами, мідницький цех, а також цехи з виготовлення, деревообробки та модельні цехи. Там також була добре укомплектована бібліотека та читальня для всіх працівників.
Монтажний цех був призначений для виготовлення 40 локомотивів на рік, і загалом за наступні вісім років було вироблено 300 локомотивів. Перший локомотив, який пройшов випробування в травні 1854 року, був названий «Леді Елгін» на честь дружини генерал-губернатора Канади того часу, графа Елгіна. Для мосту потрібні були сотні тисяч компонентів, і всі вони були виготовлені в Біркенхеді або на інших англійських заводах відповідно до специфікацій Брассі. Усі вони були проштамповані та закодовані, завантажені на кораблі для доставки до Квебеку, а потім залізницею до місця складання мосту. Центральна труба мосту містила понад 10 000 частин заліза, перфорованого отворами для півмільйона заклепок, і коли її зібрали, кожна деталь і отвір були точними.

## Велика Кримська центральна залізниця

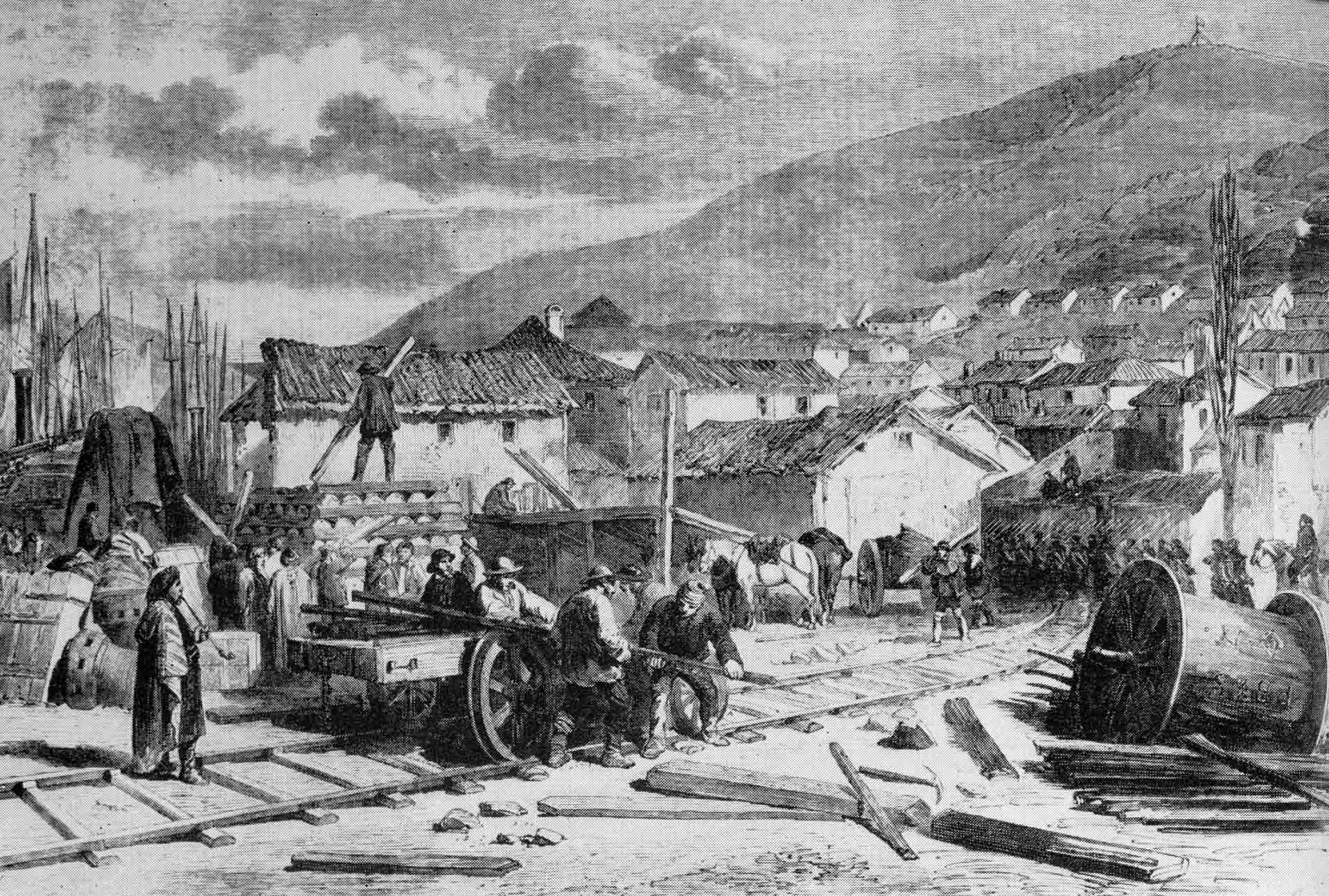
Будівництво Балаклавської залізниці, 1854

Брассі відіграв роль у допомозі британським військам досягти успіху в Кримській війні. Чорноморський порт Севастополь утримувався росіянами. Британський уряд, у союзі з французами та турками, відправив армію чисельністю 30 000 осіб до Балаклави, іншого порту в сусідній бухті Чорного моря, звідки мав атакувати Севастополь. Севастополь був взятий в облогу у вересні 1854 року британськими та союзними військами. Було сподівання, що облога буде недовгою, але з настанням зими умови були жахливими, і було важко транспортувати одяг, їжу, медикаменти та зброю з Балаклави на фронт. Коли новини про проблему дійшли до Британії, Брассі разом із Пето та Беттсом запропонував побудувати залізницю за собівартістю для транспортування цих необхідних запасів. Вони відправили обладнання та матеріали для будівництва залізниці, які були призначені для інших підприємств, разом із армією землекопів для виконання робіт. Протягом семи тижнів, у суворих зимових умовах, залізниця від Балаклави до військ (Балаклавська залізниця), які облягали Севастополь, була завершена. Тоді стало можливо легко переміщати запаси на фронт, і Севастополь був остаточно взятий у вересні 1855 року.

## Розширення по всьому світу

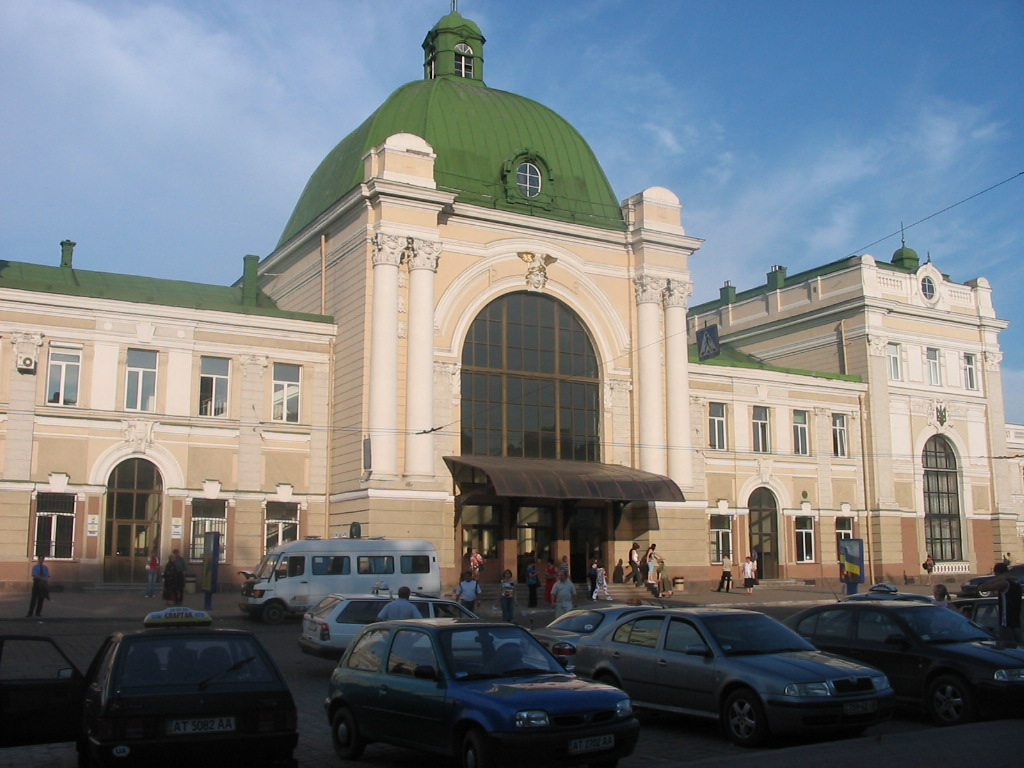
Будівля вокзалу в Івано-Франківську, на залізнодорожній лінії Львів — Чернівці

Окрім будівництва більшої кількості залізниць у Британії та інших європейських країнах, Брассі укладав контракти на інших континентах. У Південній Америці його залізниці становили 402 км, в Австралії — 212 км, а в Індії та Непалі — 814 км.
У 1866 році стався великий економічний спад, спричинений крахом банку Overend, Gurney and Company, і багато колег і конкурентів Брассі стали неплатоспроможними. Проте, незважаючи на невдачі, Брассі пережив кризу та продовжив реалізацію проектів, які вже мав у роботі. Серед них була залізниця Львів — Чернівці в Галичині (частина Австрійської імперії), будівництво якої тривало, незважаючи на австро-прусську війну, що відбувалася в цій місцевості.
З 1867 року здоров'я Брассі почало погіршуватися, але він продовжував укладати нові контракти, включаючи залізницю Чернівці — Сучава в Австрійській імперії. У 1868 році він переніс легкий інсульт, але продовжував працювати, а у квітні 1869 року він вирушив у велике турне протяжністю понад 8000 км Східною Європою. До моменту своєї смерті він збудував одну милю з кожних двадцяти миль залізниць у світі.

## Не залізнодорожні контракти

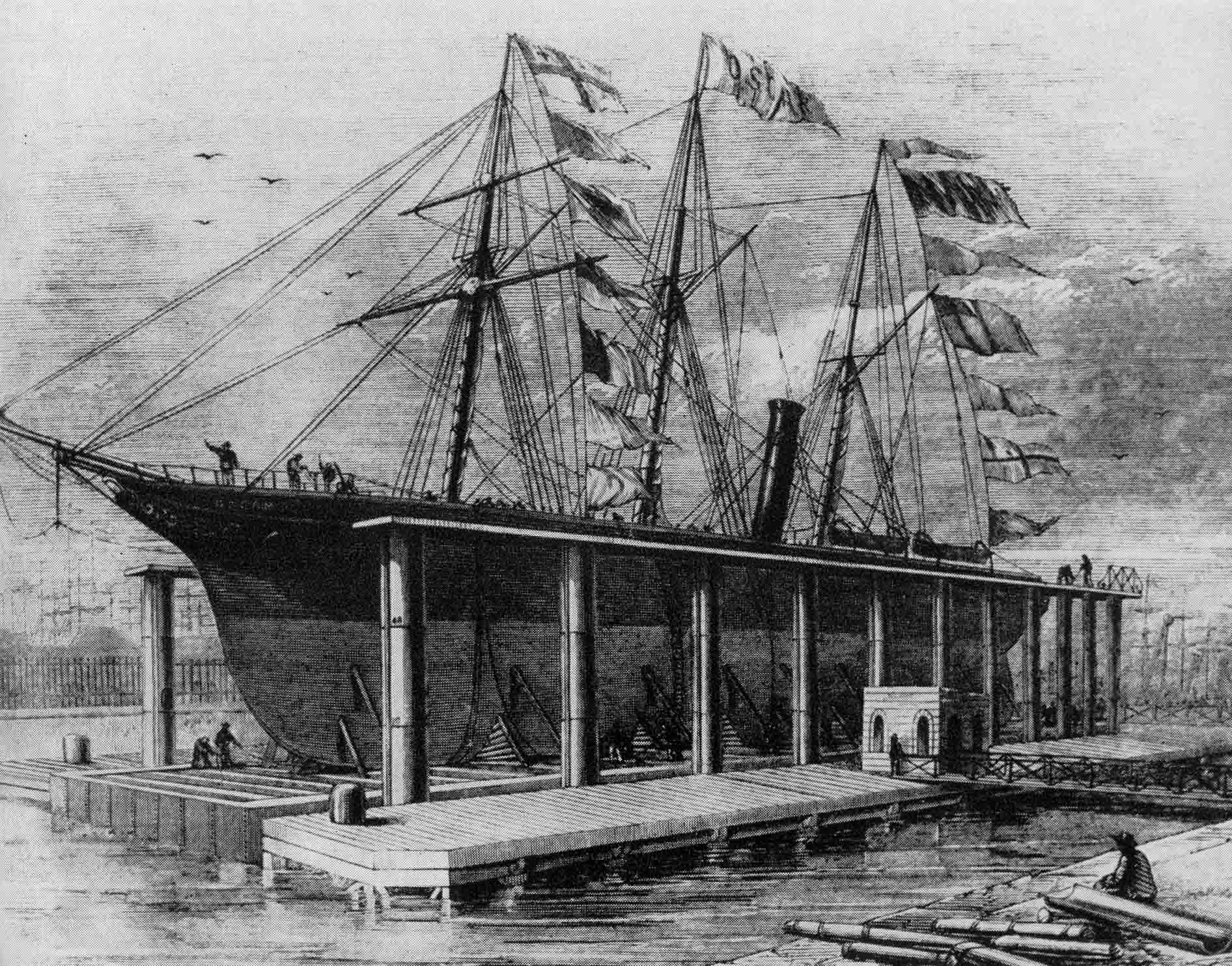
Гідравлічний ліфт у доках Вікторії

Роботи Брассі не обмежувалися залізницями та пов'язаними з ними спорудами. Окрім своїх заводів у Біркенхеді, він побудував інженерний завод у Франції для постачання матеріалів для своїх контрактів там. Він побудував низку дренажних систем та водопровід у Калькутті. Брассі побудував доки в Гріноку, Біркенхеді, Барроу-ін-Фернесс та Лондоні. Його лондонськими доками були доки Вікторія, які мали площу водної поверхні понад40 га. Контракт на це було укладено в 1852 році в партнерстві з Петo Сер Мортоном та Беттсом Едвардом, і доки були відкриті в 1857 році. До контракту також входили склади та винні погреби загальною площею близько 10 га. Механізми на території доків працювали від енергії, що постачалася Вільямом Армстронгом. Док мав сполучення із залізницею Лондон — Тілбері — Саутенд і, таким чином, з усією британською залізничною системою.
У 1861 році Брассі побудував частину лондонської каналізаційної системи для Джозефа Базальгетта. Це була ділянка Столичної каналізації середнього рівня протяжністю 19 км, яка починалася в Кенсал Грін, проходила під Бейсуотер-роуд, Оксфорд-стріт та Клеркенвеллом до річки Лі. Це було одне з перших підприємств, де використовувалися парові крани. Вважалося, що це підприємство було одним із найскладніших для Брассі. Каналізація працює й донині. Він також працював з Базальгеттом над будівництвом набережної Вікторія на півніжному березі Темзи від Вестмінстерського мосту до мосту Блекфрайарс.
Брассі надав фінансову допомогу Брунелю для будівництва його корабля «Левіафан», який пізніше був названий «Great Eastern» і який у 1854 році був у шість разів більшим за будь-яке інше судно у світі. Брассі був основним акціонером корабля, і після смерті Брунеля він разом із Гучем і Барбером купив корабель для прокладання першого трансатлантичного телеграфного кабелю через Північну Атлантику в 1864 році.
Брассі мав інші ідеї, які випередили свій час. Він намагався зацікавити уряди Сполученого Королівства та Європи ідеєю тунелю під Англійським каналом, але це ні до чого не призвело. Він також хотів побудувати канал через Панамський перешийок, але ця ідея також не мала успіху.

## Методи роботи

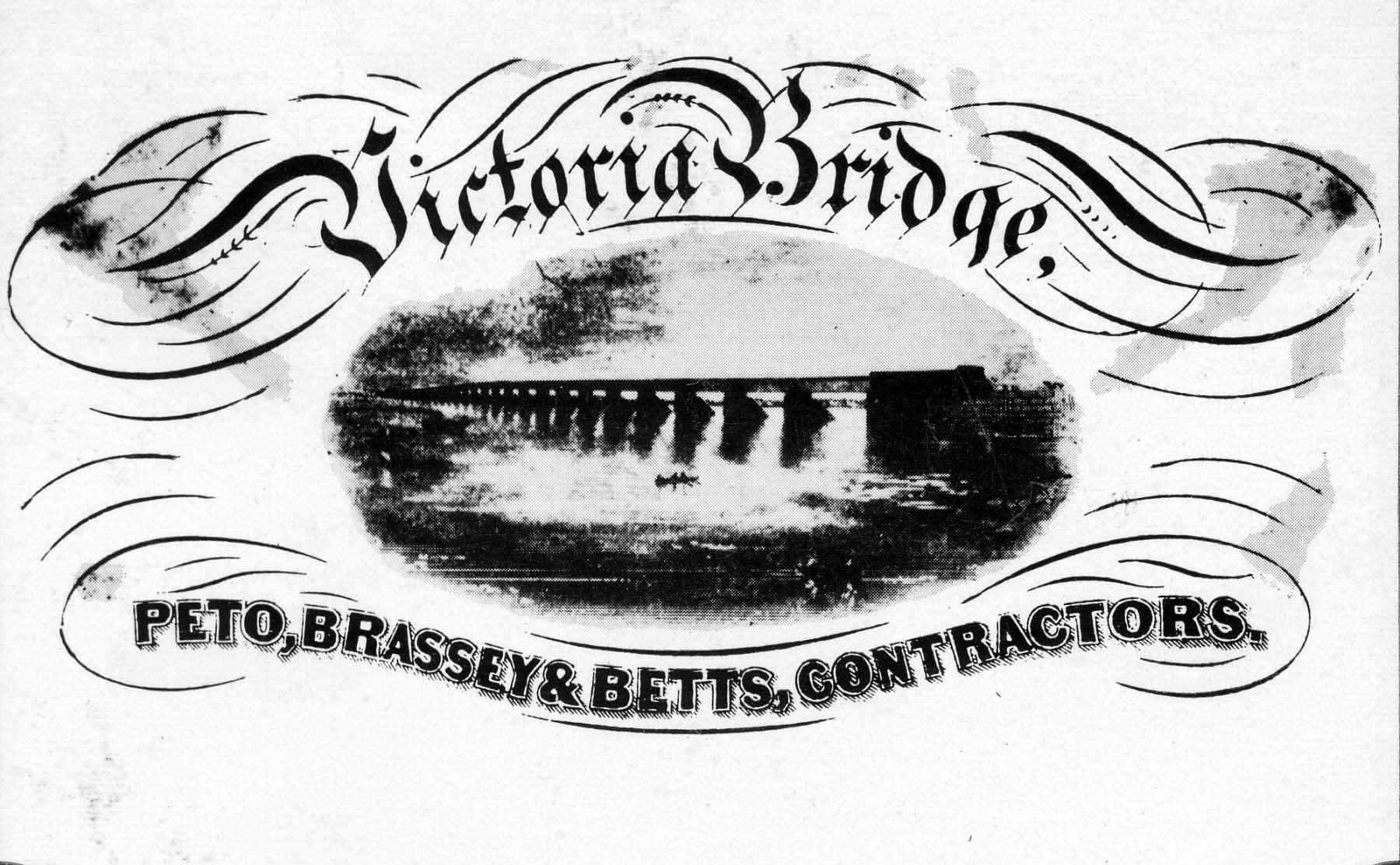
Афіша із зображенням мосту Вікторії та іменами партнерів

У більшості контрактів Брассі працював у партнерстві з іншими підрядниками, зокрема з Пето та Беттсом. Планування деталей проектів здійснювалося інженерами. Іноді був інженер-консультант, а під ним інший інженер, який відповідав за повсякденну діяльність. За свою кар'єру Брассі працював з багатьма інженерами, найвідомішими з яких були Роберт Стівенсон, Джозеф Лок та Ізамбард Кінґдом Брунель. Повсякденною роботою керували агенти, які керували та контролювали діяльність субпідрядників.
Безпосередньо роботу виконували робітники, яких у ті часи називали землекопами (navvies), під керівництвом бригадирів (або майстрів). У перші роки землекопи були переважно англійцями, і багато хто з них раніше працював на будівництві каналів. Пізніше до них приєдналися люди з Шотландії, Уельсу та Ірландії. Кількість ірландських робітників особливо зросла після Великого голоду. Брассі платив своїм землекопам і бригадирам заробітну плату та забезпечував їжу, одяг, житло, а в деяких проектах — бібліотеку. За закордонними контрактами використовувалася місцева робоча сила, якщо вона була доступна, але роботу часто виконували або доповнювали британські робітники. Агент на місці відповідав за проект загалом. Він мав бути дуже здібною людиною, працюючи за гонорар плюс відсоток від прибутку, зі штрафами за пізнє завершення та заохоченнями за дострокове завершення роботи.
Брассі мав значний хист у виборі хороших людей для роботи таким чином та у делегуванні роботи. Уклавши контракт за погодженою ціною, він виділяв відповідну суму грошей агенту для покриття витрат. Якщо агент міг виконати роботу за нижчою ціною, він міг залишити решту грошей собі. Якщо виникали непередбачені проблеми, і вони були обґрунтованими, Брассі покривав ці додаткові витрати. Він використовував сотні таких агентів. На піку своєї кар'єри, протягом понад 20 років, Брассі найняв у середньому близько 80 000 людей у багатьох країнах на чотирьох континентах.
Незважаючи на це, він не мав ні офісу, ні офісного персоналу, сам займаючись усім листуванням. Багато деталей його робіт зберігалося в його пам'яті. Він подорожував з особистим камердинером, а пізніше мав касира. Але всі його листи були написані ним. Є записи, що одного разу, після того, як решта його партії пішла спати, Брассі написав 31 лист за ніч. Хоча він виграв велику кількість контрактів, його заявки не завжди були успішними. Підраховано, що на кожен укладений контракт близько шести інших були невдалими.
Брассі отримав низку нагород за свої досягнення, зокрема французький Орден Почесного легіону, італійський Орден Святих Маврикія і Лазаря та австрійську Залізну корону (це був перший випадок, коли цю нагороду було присуджено іноземцю).

## Шлюб та діти
У 1831 році він одружився з Марією Гаррісон, другою дочкою Джозефа Гаррісона, експедитора та судноплавного агента, з яким він познайомився на початку своєї діяльності в Біркенхеді. Марія надавала Томасу значну підтримку та заохочення протягом усієї його кар'єри. Вона заохочувала його подати заявку на контракт на будівництво Даттонського віадука, і коли це не вдалося, подати заявку на наступний доступний контракт. Робота Томаса призвела до частих переїздів сім'ї в перші роки їхнього життя; з Біркенхеда до Стаффорда, Кінгстона-на-Темзі, Вінчестера, а потім до Фарехема. Щоразу Марія керувала пакуванням їхнього майна та переїздом. Дітей Гаррісона навчили говорити французькою, тоді як сам Томас був не в змозі це зробити. Тому, коли з'явилася можливість подати заявку на французькі контракти, Марія була готова виступити перекладачем та заохотила Томаса подати заявку на них. Це призвело до переїздів до Вернона в Нормандії, потім до Руана, далі до Парижа і знову до Руана. Томас відмовився вчити французьку, і Марія виступала перекладачем для всіх його французьких підприємств. Марія організувала навчання трьох їхніх синів. Згодом сім'я заснувала більш-менш постійну базу на Лоундес-сквер, Белгравія, Лондон. У них було троє синів, які досягли успіху кожен у своїй сфері:
- Томас Брассі, 1-й граф Брассі (1836—1918), старший син, член парламенту від Ліберальної партії від Плімута Девонпорта в Девоні (1865) та від Гастінгса в Сассексі (1868–86), який служив губернатором Вікторії. У 1886 році він був зведений до перства як барон Брассі, «з Балклі в графстві Палатин Честер», а в 1911 році отримав титули віконта Гайта, «з Гайта в графстві Кент», і графа Брассі. Його єдиний син, Томас Брассі, 2-й граф Брассі (1863—1919), помер бездітним, коли всі титули згасли.
- Генрі Артур Брассі (1840—1891), DL, з Престон Холл, Ейлсфорд, Кент, і Бат Хаус, Пікаділлі, Лондон, член парламенту від Ліберальної партії від Сендвіча в Кенті. Він був батьком Генрі Брассі, 1-го барона Брассі з Апеторпа, політика-консерватора, який був зведений до Палати лордів у 1938 році.
- Полковник Альберт Брассі (1844—1918), веслувальник, солдат і член парламенту від Консервативної партії від Банбері 1895—1906.
- Четвертий син, який помер у дитинстві.

## Пізніші роки
У 1870 році Брассі дізнався, що у нього рак, але він продовжував відвідувати свої робочі місця. Одним з його останніх візитів була залізниця Вулвергемптон — Уолсолл, лише за кілька кілометрів від його першого залізничного контракту в Пенкріджі. Наприкінці літа 1870 року він ліг у ліжко у своєму будинку в Сент-Леонардс-он-Сі. Там його відвідали члени його робочої сили, не тільки його інженери та агенти, але й його землекопи, багато з яких йшли кілька днів, щоб віддати йому шану.
Коли друг Брассі по бізнесу, Едвард Беттс, став неплатоспроможним у 1867 році, Брассі купив маєток Беттса в Престон Холл, Ейлсфорд, Кент, від імені свого другого сина, Генрі.
У 1870 році Брассі придбав Гейтроп Парк, будинок у стилі бароко, розташований на території площею 1,8 км2 за 24 км на північний схід від Оксфорда, як весільний подарунок для свого третього сина, Альберта.
8 грудня 1870 року Томас Брассі помер від крововиливу в мозок у готелі «Вікторія», Сент-Леонардс, і був похований на кладовищі церкви Святого Лаврентія, Кетсфілд, Сассекс, де встановлено пам'ятний камінь. Його статок оцінювався в 5 200 000 фунтів стерлінгів, який складався з «менше 3 200 000 фунтів стерлінгів у Великобританії» та «понад 2 000 000 фунтів стерлінгів» у трастовому фонді. Оксфордський словник національних біографій описує його як «одного з найбагатших вікторіанців, який сам себе зробив».

## Томас Брассі, людина
Нелегко бути об'єктивним щодо характеру Томаса Брассі, оскільки найраніша біографія, написана Хелпсом, була замовлена родиною Брассі, а остання, досить коротка, біографія була написана його правнуком, Томом Стейсі. Сьогодні практично не залишилося матеріалів, які мали б цінність для біографа. Немає приватного листування, немає щоденників і немає його особистих спогадів.
Судячи лише з його досягнень, він, мабуть, був надзвичайною людиною. Він мав величезне завзяття, здатність зберігати спокій, незважаючи на величезний тиск, і надзвичайну майстерність в організації. Він був людиною честі, яка завжди дотримувала свого слова та обіцянки. Він не цікавився публічними нагородами і відмовлявся від запрошень балотуватися до парламенту. Хоча він приймав нагороди від Франції та Австрії, він загубив медалі та був змушений просити дублікати, щоб догодити дружині. Його правнук вважає, що він досяг успіху, тому що надихав людей, а не змушував їх.
Вокер у своїй біографії 1969 року намагався дати точну оцінку Брассі, використовуючи Хелпса та інші джерела. Йому було важко знайти когось, хто сказав би про нього щось погане, як за його життя, так і після нього. Брассі очікував високого рівня роботи від своїх співробітників. Кук зазначає, що його «стандарти якості були надзвичайно прискіпливими». Немає сумнівів щодо деяких його якостей. Він був надзвичайно працьовитим, мав чудову пам'ять і здатність виконувати розумові арифметичні дії. Він добре розбирався в людях, що дозволяло йому вибирати найкращих людей на посади своїх агентів. Він був сумлінно чесним зі своїми субпідрядниками та добрим до своїх землекопів, підтримуючи їх фінансово у важкі часи. Іноді він брався за контракти, які були мало корисними для нього самого, щоб забезпечити роботу для своїх землекопів. Єдиними недоліками, які міг ідентифікувати його старший син, була тенденція хвалити риси та дії інших людей, які він засуджував би у своїй родині, та нездатність відмовити у проханні. Жодної критики на його адресу не було знайдено від інженерів, з якими він працював, його ділових партнерів, його агентів чи його землекопів. Він платив своїм людям чесно і щедро.
Оксфордський словник національних біографій стверджує: «Його найбільшим досягненням було підняття статусу інженера-будівельника до рівня, вже досягнутого в середині дев'ятнадцятого століття інженером». Вокер вважає його «одним із гігантів дев'ятнадцятого століття».

## Вшанування пам'яті

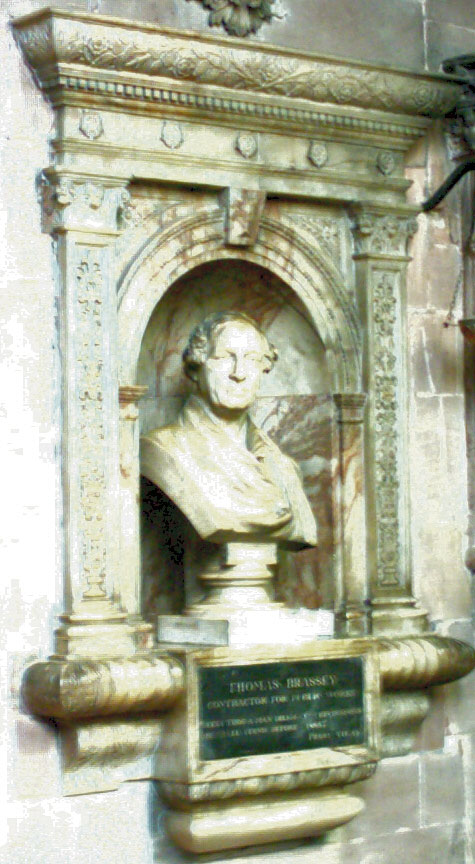
Бюст Томаса Брассі, Честерський собор

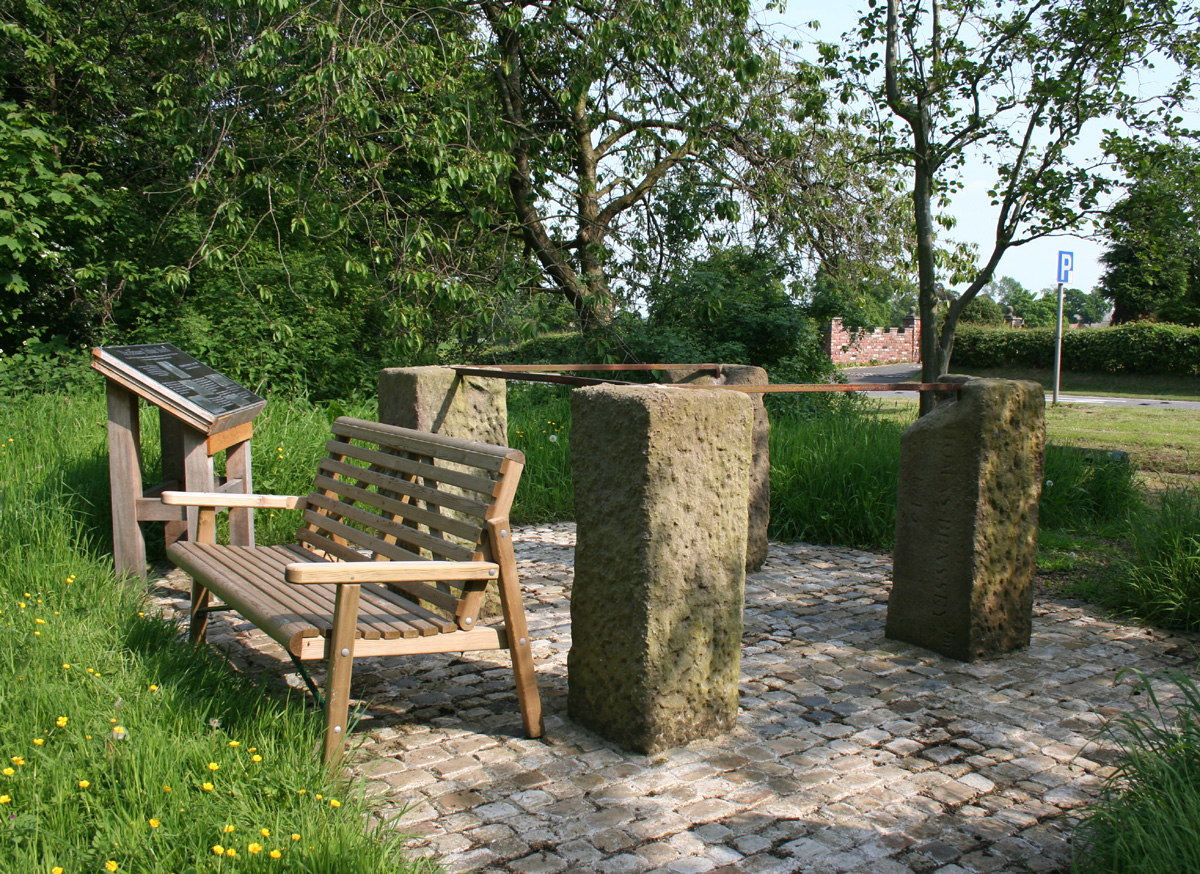
Камені-посвяти Брассі, Балклі

Жоден із трьох синів не займався справою батька, і бізнес був ліквідований адміністраторами. Сини створили меморіал своїм батькам у каплиці Святого Еразма в Честерському соборі. Він складається з задника до вівтаря з написом на згадку про їхніх батьків та бюста їхнього батька на північ від вівтаря. Меморіал створено сером Артуром Бломфілдом, а бюст — М. Вагміллером. У Честерському музеї Гросвенор також є бюст Томаса, а на Честерській станції — меморіальні дошки на його честь. Вулиці, названі на його честь у Честері, — Брассі-стріт та Томас Брассі Клоуз (яка знаходиться на Лайтфут-стріт). Біля водопроводу в Боутоні, Честер. Є три назви вулиць поспіль від головної дороги, які складаються в «Лорд», «Брассі» з «Балклі».
У листопаді 2005 року Пенкрідж відсвяткував 200-річчя від дня народження Брассі, і спеціальний пам'ятний поїзд курсував з Честера до Голіхеда In January 2007, children from Overchurch Junior School in Upton, Wirral celebrated the life of Brassey.. У січні 2007 року діти з молодшої школи Оверчерч в Аптоні, Віррал, відсвяткували життя Брассі. У квітні 2007 року на першому мосту Брассі в Соголл Массі було встановлено меморіальну дошку. У селі Балклі, поблизу Малпаса, Чешир, є дерево, яке називається «Дуб Брассі», на землі, яка колись належала родині Брассі. Воно було посаджено на честь 40-річчя Томаса в 1845 році. Воно було оточене чотирма кам'яними стовпами з написами, скріпленими між собою залізними рейками, але через зростання дерева вони лопнули, і камені впали. Їх було відновлено, і в 2007 році їх було встановлено на більш доступному місці з інформаційним стендом.
У 2019 році компанія Conservation Areas Wirral встановила синю меморіальну дошку на залишках будівлі його заводу Canada Works на Бофорт-роуд, яка зараз є частиною району Wirral Waters у Біркенхеді.

## Статуя
Товариство Томаса Брассі (http://www.thomasbrasseysociety.org) планує проектування та встановлення статуї Томаса Брассі біля Честерської залізничної станції. Запланована дата відкриття статуї на Честерській станції — квітень 2025 року.